# Glyphidrilus singaporensis
Glyphidrilus singaporensis – gatunek skąposzczeta z rodziny Almidae.
Gatunek ten został opisany w 2005 roku przez Huei-Ping Shena i Darrena C. J. Yeo. 
Skąposzczet ten osiąga od 112 do 143 mm długości ciała i 3,9 do 4,65 mm szerokości skrzydełek. Liczba segmentów waha się od 163 do 220. Siodełko zaczyna się od segmentu XVIII lub XIX i sięga do segmentu XXVII lub połowy XXVIII. Skrzydełka zaczynają się od segmentu XXI i ciągną się do XXV, zasłaniając część segmentów XX i XXVI. Okrągłe papille genitalne położone są zaszczecinkowo. Męskie, żeńskie jak i spermatekalne pory niewidoczne. Mielec leży w segmencie VIII, trzy pary serc w segmentach IX-XI, a pęcherzyki nasienne w IX-XII, a jelito powiększone jest od segmentu XVII. Spermateki przytwierdzone, kuliste i przejrzyste.
Gatunek ten żyje w strefie ekotonowej między lądem a wodami słodkimi. Znany z Jungle Fall Valley w Bukit Timah Nature Reserve w Singapurze